# Langues tula-waja
Les langues tula-waja ou langues tula-wiyaa sont un groupe de langues adamaoua,. Elles sont parlées au Nigeria.